# 中华人民共和国国家经济贸易委员会

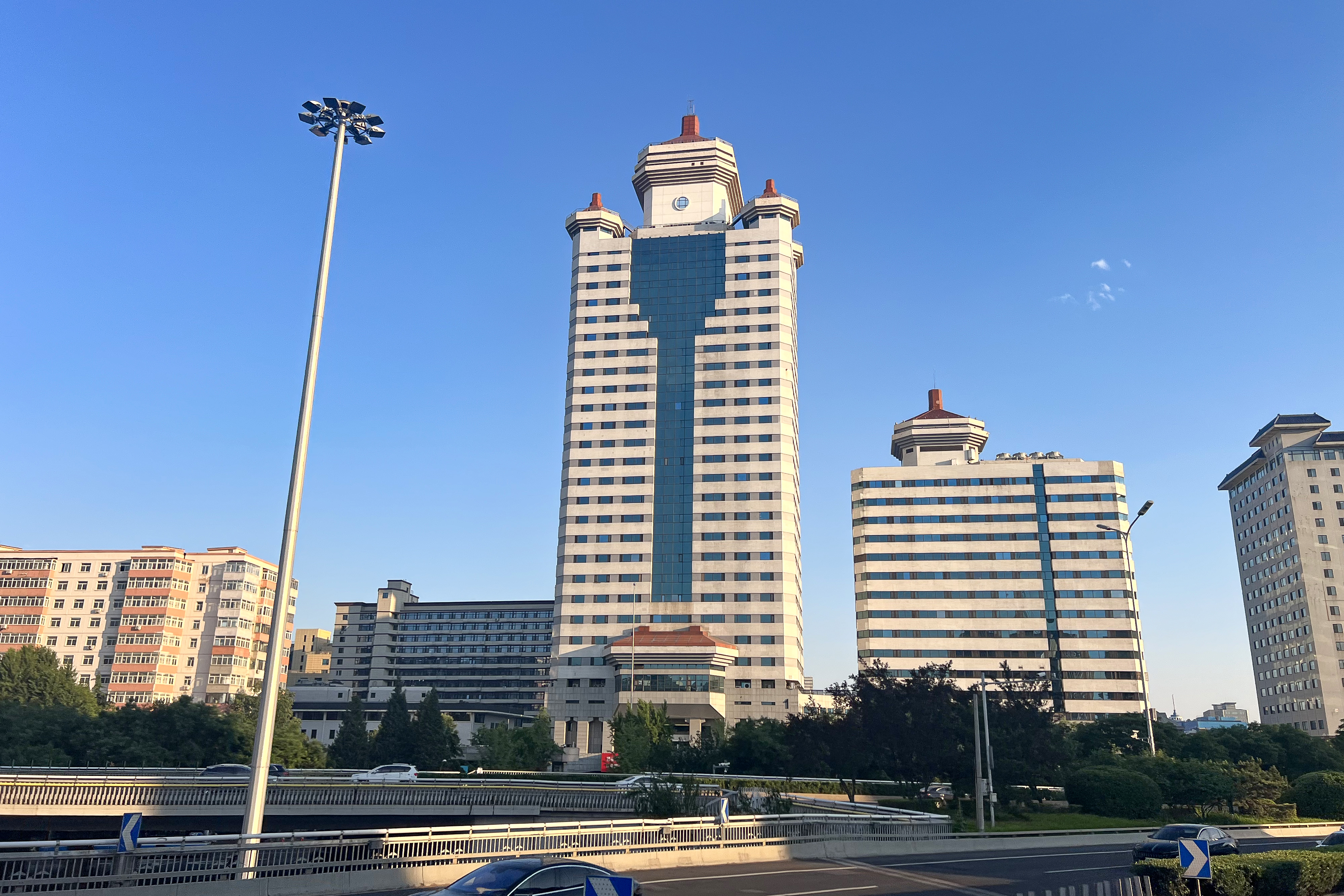
位于西便门的原国家经贸委大楼，2003年改为国务院国有资产监督管理委员会所在地

中华人民共和国国家经济贸易委员会，簡稱国家经贸委，是一个已被撤销的原中华人民共和国国务院组成部门，1993年国务院机构改革时设置，2003年撤销前总部位于北京市宣武门西大街26号。

## 历史
1949年6月4日，周恩来在北京饭店宣布成立政务院财政经济委员会，由陈云、薄一波负责筹备。1956年5月，第一届全国人大常委会第四十次会议决定设立国家经济委员会，是全国综合性宏观调控工交系统主管部门。1970年6月，中共中央决定将国家经济委员会撤销并入国家计划委员会。
1978年3月恢复成立国家经济委员会。康世恩副总理兼经委主任，袁宝华为常务副主任。1980年，燃动局改为能源局，在能源局设节能处。1981年，计、经、科三委，以经委牵头，共同研究制定了“节能五十八条”；以后在此基础上又搞了《节约能源暂行管理条例》，使全国的节能工作有了一个初步的法规。1982年将国家机械工业委员会、国家能源委员会、国务院财贸小组等经济综合机构合并到国家经济委员会。新经委成立后张劲夫任主任，吕东、袁宝华为常务副主任；张劲夫调走后，吕东为主任，袁宝华为常务副主任。当时由于机关分散在二里沟、三里河、六铺炕、九号院（西黄城根南街9号）和中南海，国家经委内部流传着“二三六九中，全城来办公”的顺口溜。1988年4月，因国家计委、国家经委“在职能上重复交叉比较严重”，第七届全国人大第一次会议决定不再设国家经济委员会，并入国家计委。
1992年5月16日，国务院第100次常务会议决定在原国务院生产办公室的基础上设立国务院经贸办公室，由朱镕基兼任国务院经贸办主任。
1993年3月22日第八届全国人大第一次会议通过的国务院机构改革方案中，在既有国务院经济贸易办公室的基础上设立国家经济贸易委员会，同年10月17日国家经贸委开始在北京槐柏树街新建办公楼，1997年3月31日竣工，而此前国家经贸委暂时使用1992年12月建成的14层宿舍楼办公。根据1998年第九届全国人民代表大会第一次会议批准的国务院机构改革方案，煤炭工业部、机械工业部、冶金工业部、国内贸易部、轻工总会和纺织总会等10个原部级经济部门被分别改组为国家局，交由国家经贸委管理。
国家经贸委和国家计委分工负责宏观调控国民经济运行。国家计委负责全国经济和社会发展的中长期计划和年度计划的编制，国家经委负责组织年度计划的执行和协调。国家计委负责确定基本建设的建设规模、投资的使用方向和大中型建设项目，负责大中型建设项目的论证，有关项目之间的衔接平衡和可行性研究报告及设计计划任务书的审批，负责组织资源勘探规划、区域规划、流域规划、路网航道规划、农业经济区划的编制工作；国家经委负责组织和审查项目的设计、施工和建设管理，调配建设物资，组织生产准备、竣工验收和基本建设方面的标准规范以及立法等。
2001年2月19日，国家经贸委宣布国家经委及委管国家局机构再次进行重大改革和调整，撤销国家经贸委管的国家国内贸易局、国家煤炭工业局、国家机械工业局、国家冶金工业局、国家石油和化学工业局、国家轻工业局、国家纺织工业局、国家建筑材料工业局、国家有色金属工业局9个国家局，有关行政职能并入国家经贸委。与此同时，组建国家安全生产监督管理局，与国家煤矿安全监察局一个机构两块牌子；保留国家烟草专卖局。
根据2003年3月第十届全国人大第一次会议上批准的国务院机构改革方案，国家经济贸易委员会不再保留，其职能分别整合到新设立的国务院国资委、国家发展和改革委、商务部等部门，原国家经贸委官网该年3月18日起停止更新，国家经贸委机关亦于4月初改挂国务院国资委牌匾。

## 历任主任
国家经委
1. 薄一波（1956年5月—1970年6月）
2. 苏静（军管会主任）（1968年9月—1970年6月）
3. 康世恩（1978年3月—1981年3月）
4. 袁宝华（1981年3月—1982年5月）
5. 张劲夫（1982年5月—1984年9月）
6. 吕东（1984年9月—1988年4月）

国家经贸委
1. 王忠禹（1993年3月—1998年3月）
2. 盛华仁（1998年3月—2001年2月）
3. 李荣融（2001年2月—2003年3月）

## 历任副主任
国家经委
- 孙志远（1956年7月--1961年1月）
- 宋劭文（1956年7月--1958年9月）
- 韩哲一（1956年7月--1958年9月）分管物资工作
- 谷牧（1956年7月--1965年3月）
- 刘岱峰（1956年7月--1958年9月）
- 叶林（1956年7月--1968年9月）
- 王新三（1956年10月--1960年11月）
- 薛子正（1957年2月--1958年4月）
- 贾拓夫（1957年4月--1958年3月）
- 周光春（1957年4月--1958年9月）
- 郭洪涛（1958年3月--1966年5月）
- 张国坚（1958年3月--1962年7月）
- 李斌（1958年3月--1958年9月）
- 薛暮桥（1959年8月--1960年11月）
- 王逢原（1959年8月--1964年9月）
- 周仲英（1959年9月--1968年9）
- 袁宝华（1960年9月--1966年5月）
- 赵尔陆（1960年9月--1961年12月）
- 杜星垣（1960年9月--1961年4月）
- 张有萱（1960年）
- 饶斌（1961年5月--1963年9月）
- 宋养初（1963年2月--1965年3月）
- 柴树藩（1965年1月--1968年9月）
- 吴砚农（1965年2月--1968年9月）
- 陶鲁笳（1965年3月--1968年9月）
- 高扬文（1965年3月--1968年9月）
- 杨珏（1965年7月--1968年9月）
- 李哲人（1965年8月--1968年9月）
- 李开信（1965年8月--1968年9月）
- 陈彬（1968年9月--1970年6月）军管会副主任
- 袁宝华（1978年6月--1981年3月）
- 马仪（1978年6月--1985年11月）
- 徐良图（1978年6月--1982年5月）
- 郭洪涛（1978年6月--1982年5月）
- 岳志坚（1978年6月--1982年5月）
- 薛仁宗（1978年6月--1982年5月）
- 周凤鸣（1978年6月--1980年2月）
- 邱纯甫（1978年6月--1982年5月）
- 肖寒（1979年12月--1982年5月）
- 赵荫华（1980年12月--1982年5月）
- 刘昆（1980年12月--1982年5月）
- 郝一军（1981年5月--1982年5月）
- 袁宝华（1982年5月--1988年4月）
- 吕东（1982年5月--1984年9月）
- 王磊（1982年5月--1985年5月）
- 田纪云（1982年5月）
- 李瑞山（1982年5月--1985年5月）
- 彭敏（1982年5月--1985年5月）
- 阎颖（1983年5月--1985年8月）
- 朱镕基（1983年5月--1987年12月）
- 赵维臣（1983年5月--1987年5月）
- 张彦宁（1983年5月--1988年4月）
- 林宗棠（1983年7月--1988年4月）
- 盛树仁（1985年5月--1988年4月）
- 叶青（1986年8月--1988年4月）
- 胡平（1987年8月--1988年4月）

国家经贸委
- 杨昌基（1993年5月--1996年3月）
- 徐鹏航（1993年5月--1997年7月）
- 陈清泰（1993年5月--1998年11月）
- 石万鹏（1993年5月--1997年7月）
- 俞晓松（1993年5月--1997年9月）
- 李荣融（1996年3月--1998年4月）
- 张吾乐（1996年8月--1998年4月）
- 张志刚（1997年7月--2003年3月）
- 石万鹏（1998年3月--2002年3月）
- 陈邦柱（1998年4月--2000年5月）
- 于珍（1998年4月--2002年3月）
- 郑斯林（1998年11月--1999年12月）
- 王万宾（1999年8月--2001年7月）
- 蒋黔贵（2000年5月--2003年3月）
- 李荣融（2000年5月--2001年2月）
- 谢旭人（2001年10月--2003年3月）
- 黄淑和（2002年3月--2003年3月）
- 欧新黔（2002年3月--2003年3月）
- 李盛霖（2002年12月--2003年3月）